# Irving Calderón
Irving Esteban Calderón Reid (Desamparados, San José, Costa Rica, 15 de abril de 1994), más conocido como Irving Calderón, es un futbolista costarricense que juega como lateral izquierdo en el Municipal Santa Ana de la Segunda División de Costa Rica. 
Pese a formar parte del Uruguay de Coronado por varios años, su consagración como futbolista de élite se dio en el Saprissa, donde ha conquistado un título de liga costarricense: el Invierno 2015. En junio de 2016 salió en condición de cedido al Cartaginés y al cierre de la temporada terminó fichando con los brumosos, para luego quedar fuera de la institución en noviembre de 2017.
Ha participado con la Selección sub-17 de Costa Rica en los procesos eliminatorios hacia el Campeonato de la Concacaf de 2011, el cual se efectuó en Jamaica.

## Trayectoria

### Inicios
Nació en Desamparados, San José, el 15 de abril de 1994. Creció en el ámbito futbolístico en las fuerzas básicas del Deportivo Saprissa, específicamente en el equipo de segunda división. Se caracteriza por su velocidad por la banda izquierda y la fuerza que aplica para desarrollar su juego. Posteriormente, fichó para el Club Sport Uruguay de Coronado.

### C.S. Uruguay de Coronado

#### Temporada 2012-2013
Irving Calderón debutó oficialmente en la jornada 2 del Campeonato de Invierno 2012, disputada el 29 de julio en el Estadio Nacional. Su club charrúa, recién ascendido del torneo, enfrentó al Deportivo Saprissa; el lateral ingresó de cambio por Andrés Montalbán al minuto 61' y el resultado final fue de goleada 0-4 en contra. Su último cotejo en la competición se dio el 9 de agosto ante Carmelita, participó 30 minutos y su equipo volvió a ser derrotado con el marcador de 0-1. Al finalizar la etapa regular, el futbolista apareció por dos partidos, y en otros dos quedó en la suplencia. Por otro lado, el Uruguay obtuvo el sexto lugar de la tabla de posiciones con 30 puntos.
El Torneo de Verano 2013 fue de poca productividad para Irving, ya que solo apareció en el banquillo en la fecha 9, el 27 de febrero contra Liga Deportiva Alajuelense en el Estadio Morera Soto; encuentro que acabó empatado a una anotación. Tras esto, el lateral desapareció de las convocatorias de Carlos Watson y el conjunto aurinegro logró el octavo lugar de la clasificación.

#### Temporada 2013-2014
El fútbol costarricense tomó la decisión de retomar la iniciativa de los Torneos de Copa a partir de la edición de 2013. El 7 de julio, se llevó a cabo el partido de ida de los octavos de final ante el Puntarenas, en el Estadio "Lito" Pérez; Calderón jugó 23 minutos en el empate 1-1. En la vuelta no fue convocado y de igual manera terminó con igualdad de 2-2, por lo que se decidió el ganador mediante los lanzamientos de penal; su equipo triunfó y avanzó a la siguiente ronda. El primer cotejo de los cuartos de final fueron frente al Deportivo Saprissa el 14 de julio, en el Estadio El Labrador. Irving quedó en la lista de suplentes y su club perdió con cifras de 1-4. La vuelta terminó nuevamente con derrota de 2-1, por lo que quedaron eliminados. En este último juego, el futbolista participó los 90 minutos.
En las fechas 2 y 4 del Campeonato de Invierno 2013, el jugador quedó en el banquillo, contra el Santos de Guápiles y Cartaginés, respectivamente. El 1 de septiembre, debutó en el torneo enfrentando al Deportivo Saprissa en el Estadio Nacional, jugó 33 minutos y el marcador terminó con derrota de 4-1. El 6 de octubre fue su último partido, ante el conjunto santista en el Estadio Ebal Rodríguez; entró de cambio por José Leitón al minuto 70' y su equipo salió victorioso con el resultado de 0-3. Al finalizar la primera etapa, los lecheros obtuvieron el décimo lugar de la tabla de posiciones con 21 puntos.

### Deportivo Saprissa

#### Temporada 2015-2016
El Torneo de Copa 2015 comenzó de manera oficial el 8 de julio para el equipo saprissista. Enfrentaron en condición de visitante a Guanacasteca por la primera fase, en el Estadio Edgardo Baltodano; Calderón participó los 90 minutos y sus compañeros Ulises Segura y Keilor Soto marcaron los goles para la victoria de 1-2. Cuatro días después, se llevó a cabo el encuentro por la segunda etapa ante el Pérez Zeledón en el Estadio "Coyella" Fonseca; Irving nuevamente fue titular todo el encuentro pero el empate 0-0 permaneció hasta el final del mismo. El ganador se definió mediante los tiros de penal y su equipo perdió esta serie con las cifras de 5-6, por lo que quedaron eliminados de forma tempranera.
El 2 de agosto se inauguró el Campeonato de Invierno 2015. Bajo la confianza del entrenador Jeaustin Campos, Calderón fue tomado en cuenta para el primer partido contra el conjunto de Belén en el Estadio Rosabal Cordero; el resultado terminó con victoria 0-2. Su club fue ubicado en el grupo A de la Concacaf Liga de Campeones con W Connection de Trinidad y Tobago y con el Santos Laguna de México. El 20 de agosto se dio el primer encuentro ante los trinitarios en el Estadio Ricardo Saprissa; Irving fue titular y su equipo triunfó con goleada 4-0. Cinco días después enfrentaron a la escuadra mexicana y su equipo volvió a ganar, siendo esta vez con marcador de 2-1. Sin embargo, el 16 de septiembre, su club perdió por primera vez en la competición regional contra los trinitenses, con cifras de 2-1. Este resultado tuvo como consecuencia la rescisión de los contratos de Jeaustin Campos y José Giacone del banquillo morado; luego se nombró a Douglas Sequeira como el estratega interino. Un mes después, el 20 de octubre, el Saprissa quedó eliminado en fase de grupos ante el Santos en el Estadio Corona, por la goleada de 6-1. En el campeonato nacional, su equipo se reencontró con la victoria al ganar 5-0 contra el Pérez Zeledón, pero Douglas fue reemplazado por Carlos Watson al día siguiente, el cual se encargó del equipo por el resto del torneo. El clásico costarricense se llevó a cabo el 8 de noviembre ante Liga Deportiva Alajuelense en el Estadio Nacional; Irving salió expulsado al minuto 82' por doble tarjeta amarilla y su club perdió 1-0. Por lo acontecido en este cotejo, el lateral salió de las alineaciones de Watson y en múltiples ocasiones no fue convocado. Por otra parte, los tibaseños avanzaron a la siguiente etapa tras quedar de tercer lugar en la tabla de posiciones. En las semifinales enfrentaron al Herediano; la ida terminó con victoria 3-0 y la vuelta en derrota 2-0, por lo que clasificaron a las últimas instancias. La final de ida se dio el 20 de diciembre ante Alajuelense, y su compañero Francisco Calvo marcó un doblete para la victoria de 2-0. Tres días después fue el juego de vuelta en el Estadio Morera Soto, y nuevamente terminó con triunfo 1-2. Con estos resultados, su club quedó campeón y obtuvo el título «32» en su historia y el primero para Irving.
El Torneo de Verano 2016 inició el 17 de enero, con la responsabilidad de defender el campeonato. El primer encuentro se desarrolló contra Belén en el Estadio Ricardo Saprissa; Calderón quedó en la suplencia y su conjunto triunfó 2-1. El clásico del buen fútbol se llevó a cabo el 30 de enero ante el Herediano. Irving ingresó en el segundo tiempo y se colocó como lateral derecho, posición no habitual en el jugador debido a su perfil izquierdo. El resultado terminó en derrota de 2-0. Al término de la etapa regular de la competencia, su club alcanzó la segunda posición de la tabla, por lo que clasificó a la ronda eliminatoria. El 30 de abril se efectuó la semifinal de ida en el Estadio Morera Soto ante Alajuelense; el defensa no fue convocado para este partido y el marcador terminó en pérdida de 2-0. El 4 de mayo, su equipo llegó a la vuelta con la responsabilidad de revertir lo ocurrido. No obstante, el resultado finalizó de nuevo en derrota, siendo esta vez con cifras de 1-3, sumado a esto que el global fue de 1-5. Con lo obtenido en la serie, su club perdió la posibilidad de revalidar el título tras quedar eliminados.

## Clubes
| Club                     | País       | Año         |
| ------------------------ | ---------- | ----------- |
| C.S. Uruguay de Coronado | Costa Rica | 2012 - 2014 |
| Deportivo Saprissa       | Costa Rica | 2015 - 2016 |
| C.S. Cartaginés          | Costa Rica | 2016 - 2017 |

## Palmarés

### Títulos nacionales
| Título                         | Club               | País       | Año  |
| ------------------------------ | ------------------ | ---------- | ---- |
| Primera División de Costa Rica | Deportivo Saprissa | Costa Rica | 2015 |
| Segunda División de Costa Rica | Sporting F.C       | Costa Rica | 2019 |